# Carmina Alonso
Carmina Alonso, presentadora española de TV.
Está considerada como una de las primeras presentadoras de televisión en España. Ingresó en Televisión española en la temporada 1962-1963. 
En el ente público apareció en numerosos programas que le proporcionaron una gran popularidad entre los espectadores de la época.
Participó siempre en espacios de entretenimiento y variedades, sin más pretensiones que las de divertir al público. Quizá el programa más emblemático de entre todos en los que participó fue Gran Parada (1963), que presentaba junto a Ana María Solsona. 
Acompañó a José Luis Pécker en el concurso De 500 a 500.000 (1963). En aquella época se le asignó también la presentación en solitario del espacio Kilómetro cero y de un programa musical llamado Ritmo (1963). En 1964 se puso al frente del espacio Sábado 64  predecesor del mítico Galas del Sábado.
Su enorme popularidad le sirvió para que José Luis Sáenz de Heredia la llamase para interpretarse a sí misma en la película Historias de la televisión (1965).
En 1965 se le concedió el Premio Ondas (Nacionales de Televisión) a la Mejor Locutora.
Coincidiendo con su matrimonio, en esa época se apartó del medio y finalizó su carrera profesional.
- Datos: Q5752750